# ESP 기타
주식회사 ESP(株式会社イーエスピー)는 전기 기타를 생산하고 유통하는 회사인 ESP 기타를 중심으로 자회사들이 뭉친 그룹으로, 악기와 음악 교육 및 엔터테인먼츠를 제공하는 회사이다.

## 역사
ESP는 1975년 일본 도쿄에서 시부야 히사타케가 설립한 Electric Sound Product라는 가게에서 시작되었다. 최고급 전기 기타의 제조와 전문 리페어 샵을 목표로 설립된 ESP는 당시 일본의 다른 기타 제조사들과 다르게 저가형 기타로 시장을 공략하지 않았다. 대신에 최고 품질의 기타를 만들어 전통적인 기타 제조회사인 펜더나 깁슨을 경쟁상대로 시장에 진입했다. 당시 ESP의 고급 라인업이었던 Navigator 기타 중에는 펜더나 깁슨의 레플리카 모델임에도 가격은 그것들의 커스텀샵 제품보다 비쌌다.

1981년 3월 ESP는 미국 뉴욕에 리페어 샵을 설립한다. 이후 1980년대 중반에 ESP는 자사의 커스텀 기타를 뉴욕의 아티스트들에게 주문제작해 주기 시작한다. 그 아티스트들 중에는 Ronnie Wood(The Rolling Stones), Vinnie Vincent & Bruce Kulick(Kiss), Page Hamilton(Helmet), Vernon Reid(Living Colour)도 있었다. 같은 시기에 ESP는 Kramer Guitars사의 기타 바디와 넥을 만들고 있었다. Kramer 기타의 몇가지 특성은 ESP기타의 넥과 바디 디자인에 아직 남아 있다(호라이즌 시리즈의 원형). 동시에 Robin Guitars, Schecter Guitar Research, DiMarzio의 OEM도 맡고 있었다.

1993년 ESP는 본사를 로스 앤젤레스로 이전하여 Sunset Blvd.에 사무실을 연다. 1996년에는 자사인 LTD를 설립하여 ESP의 고급 기타를 조금 더 합리적인 가격에 제공할 수 있도록 했다. 하지만 LTD의 한국/인도네시아 OEM제품이 미국에 들어온 이후로는 일본산 ESP 기타 주력 라인은 선박 운송비용이 비싸다는 이유로 잠시 수입이 중단된다. 이후 2000년대 들어서 메탈과 하드록 연주자 사이에 ESP가 유명해 진 후에 다시 수출이 재개되었고, 90년대에 비해 ESP기타의 가격은 상승하였다. 

2002년 ESP는 음악산업에서 가장 빠르게 성장하는 회사로 등극한다. 이는 펜더사가 Jackson Guitars를 인수하면서 ESP와 Jackson 사이의 오랜 경쟁구도를 깨면서 일어난 일이다. Jackson의 인수로 인해 많은 아티스트들이 Jackson에서 ESP로 엔도서를 변경했다.

## 시그네처 기타
ESP는 시그네처 기타가 가장 많은 브랜드로도 유명하다. ESP의 첫 시그네처 기타는 조지 린치의 ESP Kamikaze이다. 1986년 도쿄 투어공연 중이던 조지 린치가 자신의 기타를 수리하기 위해 ESP 샵을 방문하여 주문제작한 기타이며, 후에 ESP M 라인의 기반이 된다.

1987년에는 메탈리카의 기타리스트 커크 해밋이 ESP에서 자신의 기타를 주문제작했다. 이 기타는 1989년에 커크 해밋 시그니처 기타 ESP KH-2 로 발매된다. 현재까지 ESP는 Metallica의 정식 엔도서로 활동중이다.

1990년에서 1992년 사이 수많은 아티스트들의 엔도서가 되면서 ESP는 자사의 기본 라인업에 버금가는 수준으로 시그니처 라인업을 확장시켰다. 커스텀 악기 제작을 전문으로 하는 ESP에는 이 외에도 수많은 시그네처 기타들이 있다.

## ESP의 기타 모델

### E-II (ESP Standard)
ESP는 타켓 시장에 따라 다양한 브랜드와 제품을 선보이고 있다. 일본에서 생산되던 ESP Original series의 각 모델과 동일하게 일본에서 만든 Standard series는 70%의 수제작 공정과 30%의 자동화 공정을 통해서 만들어졌다. Standard 시리즈는 미국과 유럽 등에서 주로 팔린 글로벌 시장용 모델이며, 일본 내에서는 유통되지 않았던 제품이다.
오랜시간 제품의 퀄리티를 높이기 위해 노력한 결과, 2009년부터 일본 사이타마에 건립된 새 공장에서 제작된 Standard Series는 ESP 커스텀의 95%에 가까운 퀄리티를 보여준다. 기타와 베이스를 모두 합쳐 고작 연간 8,000여대 정도 제작되었다.
일본 내수용으로 유통되던 Original 시리즈보다 저렴한 가격에 ESP 기타를 접할 수 있다는 장점으로 오히려 일본의 구매자들이 미국 등 해외에서 일본으로 역수입하는 상황이 벌어졌다. 이러한 사태를 고려한 ESP측의 정책 변경으로 Standard Series는 2014년에 모두 단종되었으며, 2014년 2월부터는 Standard Series의 명맥을 이어 ESP 대신에 E-II 라는 로고를 달고 제작되고 있으며 이 E-II는 일본 내수로도 판매 중이다. 한때 Standard 시리즈와, E-II 라인의 일부 물량의 1차 목재 가공이 중국 헤이룽장성에 위치한 ESP 중국 공장에서 이루어진 후, 도색과 조립 과정이 일본에서 마무리되어 MADE IN JAPAN 이 찍혀 유통이 되었지만, 이는 도쿄공장이 문을 열기 전 Standard 라인을 담당하던 사이타마 공장 공급이 따라 주지 못하여 발생하였고, 2015년부터 현재는 도쿄공장에서 전 과정을 담당, 생산하여 유통되고 있다. 관련한 내용으로 논란이 있지만 사실상 같은 목재를 사용할 뿐만 아니라 블랭크 상태의 목재 상태에서 대략적인 외형만 따내는 가장 기본적인 1차 가공만 중국에서 진행하였기에 사실상 90%이상 일본에서 제작한 셈이나 다름없고, 현재 중국 ESP 공장은 그래스루츠 라인만 담당 중이다
E-2라인은 사실상 ESP 스텐다드의 명칭 변경으로 시작하였지만, 후에 LTD 엘리트 라인을 변경한 사실상 다운 그레이드가 되었으나, 후에 ESP 스텐다드의 일부 인기모델을 가져와 스텐다드와 동급 라인도 구축하였다. 다만, 스텐다드 라인에서 가지고 온 기타의 일부 원가 절감을 한 흔적을 볼 수 있다. 예를 들어 ESP 스텐다드 M-2어반카모의 경우 헤드스톡은 좀더 공격적인 리버스 헤드로 변경하였지만 헤드와 넥의 바인딩을 삭제하는 등 오리지널, 커스텀 라인과의 확실한 차별 점을 두어 예전 스텐다드 만큼의 퀄리티를 만족하지 못하는 실정이다.

### ESP Custom Series
Custom Series는 연주자의 주문에 맞춰 소량으로 제작되는 고급 모델이다. 기본적인 제품 등급은 Original 시리즈와 동일하나 커스텀 오더 특성 상 오리지널을 훨씬 상회하는 가격대를 보여주고 있다

### ESP Artist Series
시그니처 시리즈라고도 불리는 이 라인업은 엔도싱 아티스트의 악기의 대량생산 버전이다. 이전에는 ESP Standard(E-II) 로도 생산되었으나 현재 모두 Original 라인에서 제작된다. 보급형 브랜드로는 LTD 와 일본 내수 한정으로 EDWARDS, GrassRoots 로도 제작되고 있다.

## 취급 브랜드
ESP Japan 소속의 Navigator, EDWARDS, GrassRoots와 ESP USA 소속의 LTD, 그리고 1990년에 합병된 Schecter Guitar Research가 있다. Schecter의 경우는 ESP와 독자적으로 운영되고 있다.

### ESP
ESP의 메인 브랜드이다. 최상위 등급의 커스텀샵 모델인 Original 시리즈, 주문제작 방식의 Custom, 아티스트 모델들로 구성된 Signature 라인업으로 구성되어 있다

### ESP USA
글로벌 시장의 커스텀 기타 수요를 충족하기 위해 새롭게 개장한 커스텀샵으로, 기존 라인업에 사양과 옵션을 변경하는 형태의 세미 커스텀 방식으로 운영되고 있다.

### E-II
ESP Stnadard 와 LTD Elite (일본 내수용 Edwards 의 글로벌 시장용 리브랜딩 제품) 을 통합하여 만든 ESP 의 주력 라인업이다

### Navigator
초창기인 70~80년대의 ESP악기는 현재의 모던하고 샤프한 기타 형태가 아닌 펜더와 깁슨의 클래식한 기타의 레플리카였다. ESP의 설립 초기부터 존재했던 네비게이터는 이러한 레플리카 악기를 생산하는 자회사이다. ESP 그룹 내에서 최상위 모델인 Original 시리즈와 동급이지만 빈티지 컨셉 악기를 제작한다고 생각하면 이해하기 쉽다.

### LTD
ESP의 기타를 좀 더 싼 가격에 제공하기 위한 목적으로 1996년 설립된 ESP의 자회사이다. ESP 일반 라인업의 기타보다 싼 하드웨어를 사용하지만, LTD의 최고 라인업은 ESP 일반 라인업에 버금가는 성능을 갖고 있다. 전 세계에 제품을 공급하고 있으며 한국과 인도네시아에서 OEM방식으로 제조되고 있다.

LTD라인은 1000번대(디럭스, 시그니처 600번대)와 400번대, 200번대 등 다양한 수요층을 위한 제품군으로 구성되어 있으며, 1000번대는 프로들의 공연에도 자주 사용될 정도의 퀄리트를 자랑하며, 400번대는 1000번대를 기본으로 사치스러운 사양들을 제외하여 합리적 가격으로 ESP브랜드의 고퀄리티를 맛볼 수 있게 되었다.
400번대 미만의 라인들은 그래스루츠와 동급 혹은 그 이하로 저렴한 가격에 ESP기타의 모양을 가지고 싶어하는 초보자나 락기타를 수색맞추기 용으로 구입하고자 하는 사람들의 기대를 충족해주는 모델로 이루어져 있다

### GrassRoots
GrassRoots(그래스루츠)는 ESP 그룹에서 가장 저가 라인업을 구성하는 악기를 생산한다. 중국에서 생산되며 전 세계에 판매되고 있다.

### EDWARDS
EDWARDS(에드워즈)는 ESP 그룹에서 중-고 레벨의 악기를 생산하는 자회사이다. 일본 내에 유통되지 않고 글로벌 시장 타겟으로만 제작되었던 ESP Standard 포지션의 일본 내수용 브랜드이다. 현재 일반적인 스트랫, 레스폴 등 전통적인 스타일의 트레디셔널 시리즈는 해외에도 수출되고 있으며, 일본 아티스트 시그니처나, E-II 시리즈와 포지션이 겹치지 않는 일부 모델들이 일본 내수용으로 유통되고 있다.

### Schecter
쉑터는 원래 1976년 David Schecter에 의해 설립된 커스텀 기타 회사였다. 하지만 1987년 ESP의 오너였던 시부야 히사타케에게 인수되면서 ESP의 자회사가 되었다. 하지만 ESP와는 독자적인 체제로 현재까지 운영되고 있다. 1997년 쉑터는 대한민국 인천에 있는 월드공장에서 양산형 기타인 Diamond series를 생산한다.

## 기타 사업
ESP 그룹은 악기의 제작과 유통 외에도 아티스트/기타장인의 발굴과 양성을 위한 교육시설을 갖고 있고, 엔터테인먼츠에도 사업을 펼치고 있다.

### 교육 사업
학교법인 ESP 학원(学校法人イーエスピー学園), ESP/MI Japan, ESP 기타 크래프트 아카데미(ESPギタークラフトアカデミー), Musicians Institute 등 음악적 재능을 가진 인물을 발굴/육성하는 엔터테인먼츠 교육 사업과 기타, 바이올린, 피아노 등등의 악기를 제조하고 조율하는 것을 가르치는 장인 육성 사업으로 구성되어 있다. 일본과 미국을 중심으로 일본, 미국, 중국, 대만, 한국의 학생들을 모집하고 있다.

### 트라이사이클 그룹
음악적 재능이 있는 인재의 발굴, 교육과 함께 데뷔와 매니지먼트까지 제공하는 ESP 그룹의 엔터테인먼트 회사이다. 음반 업계를 중심으로 된 업계를 아티스트 중심으로 만들자는 것을 모토로 운영되고 있다.